# Cittadella (fortezza)

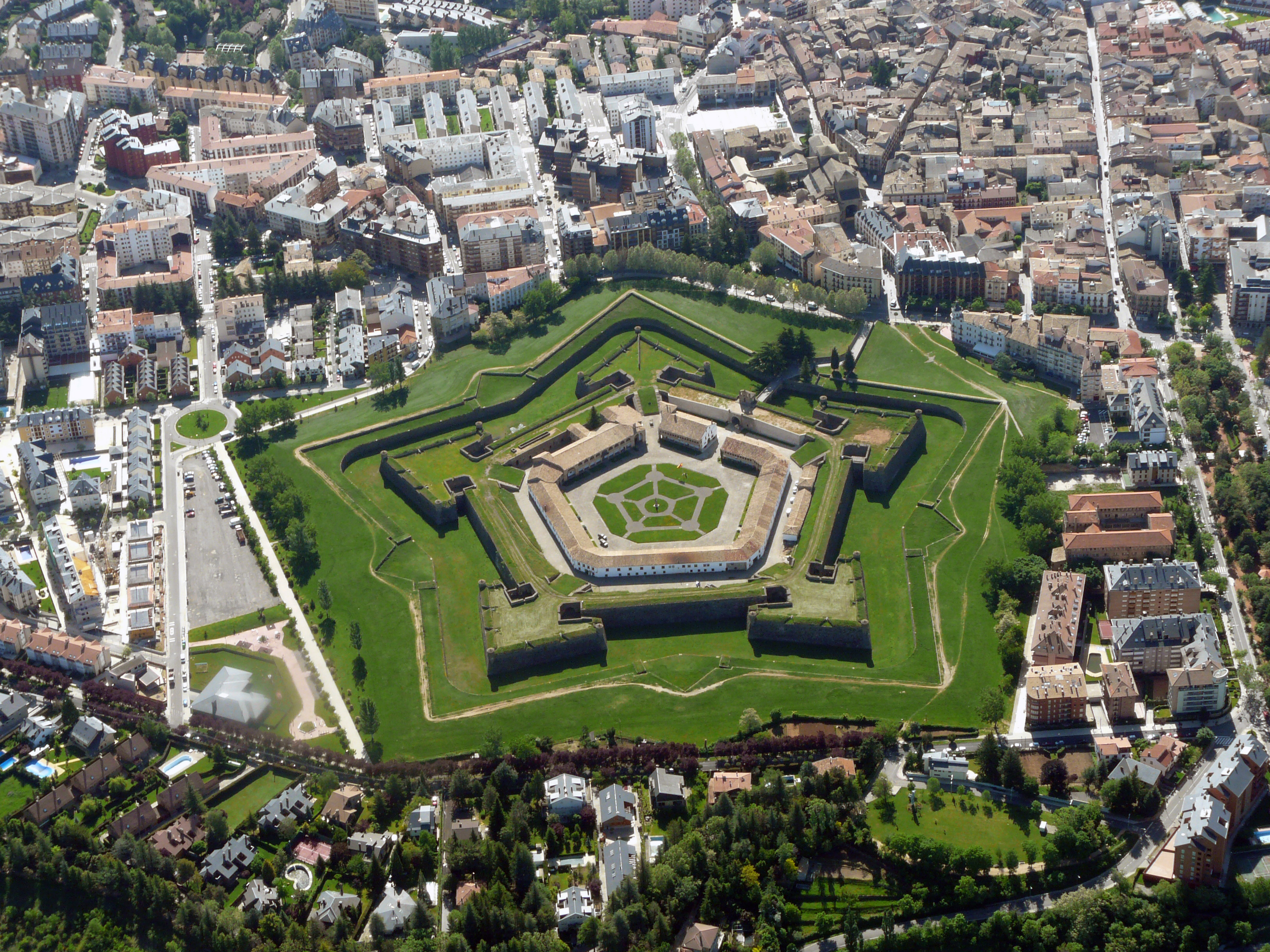
Cittadella di Jaca

Una cittadella è una fortezza rinascimentale che costituiva l'elemento di maggior efficienza militare delle fortificazioni di una città. Il suo nome significa "piccola città", in quanto, pur collegata alle mura cittadine, aveva una propria cinta muraria ed era munita di tutto ciò che la potesse rendere indipendente in caso d'assedio. Era una fortificazione alla moderna, e perciò munita di bastioni in grado di resistere alle artiglierie degli attaccanti

## Funzione
Le cittadelle, che nominalmente avrebbero dovuto difendere le città da attacchi esterni, erano spesso impiegate per proteggere una guarnigione o i governanti, dalla ribellione degli abitanti della città. Erano progettate per assicurarsi la lealtà della città che difendevano; per questo motivo, la cittadella era vista dal popolo come un simbolo del governo autoritario a cui era sottoposto.

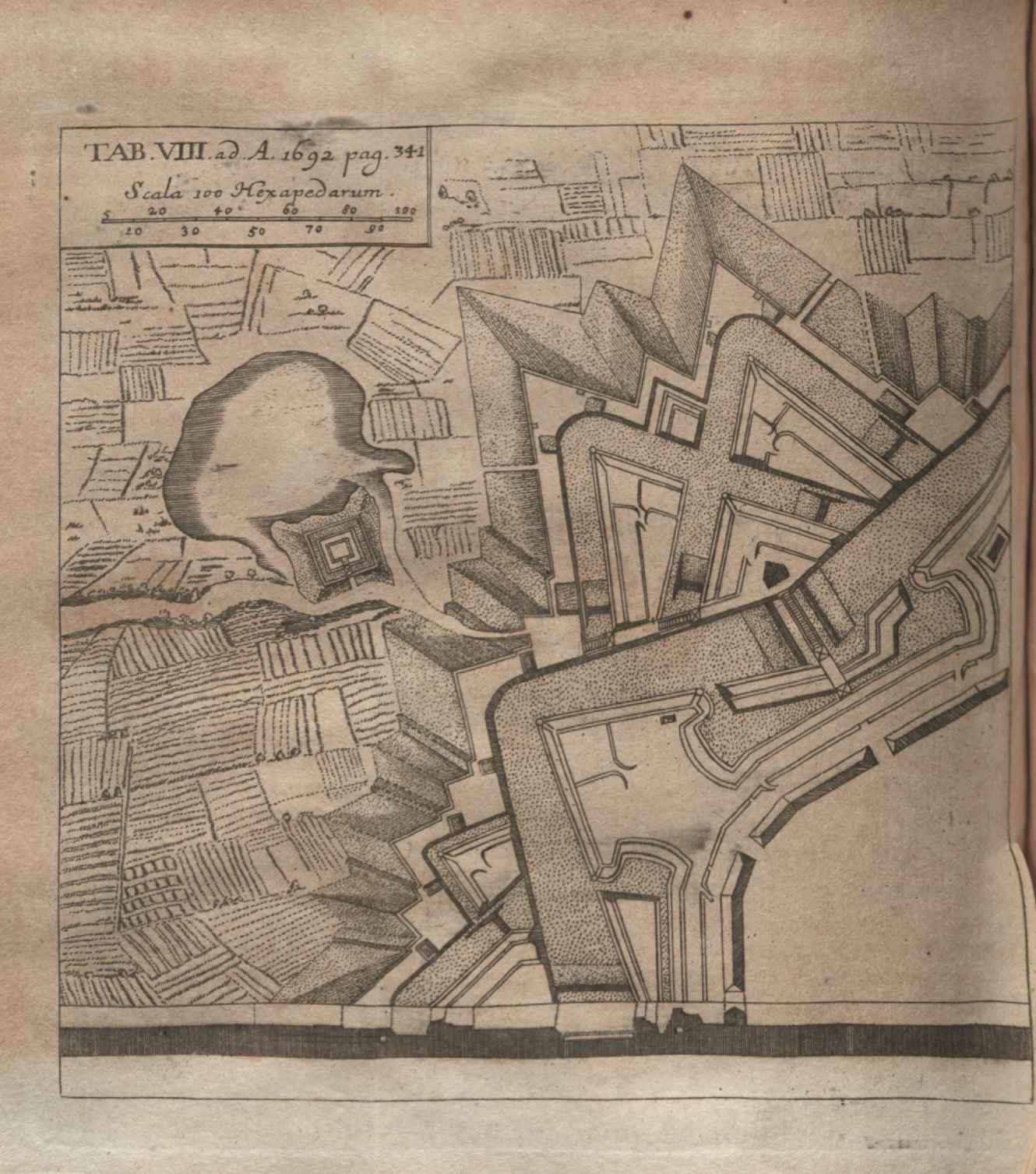
Dettaglio di una fortificazione tratta da una tavola degli Acta Eruditorum del 1692

## Collocamento
In una fortificazione alla moderna, la cittadella è la parte più forte del sistema, talvolta collocata ben all'interno dei muri esterni e dei bastioni, ma spesso costituisce parte delle mura esterne per questioni di risparmio. È posizionata per essere l'ultima linea di difesa nel caso il nemico faccia breccia nelle altre componenti del sistema difensivo. Spesso, nonostante la città si arrendesse, la cittadella era in grado di resistere anche molto a lungo, non di rado venendo infine soccorsa durante un ritorno offensivo del proprio esercito.

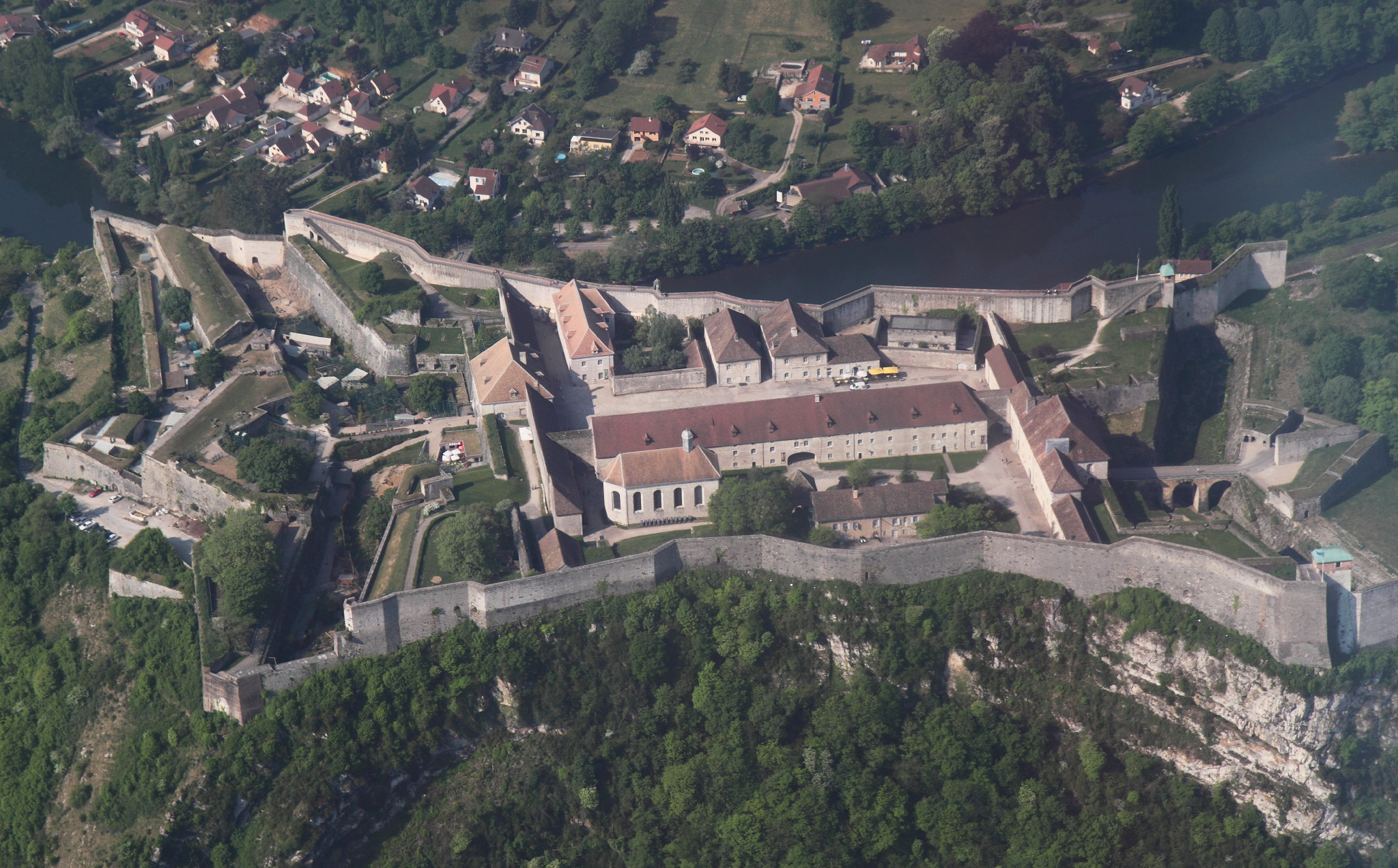
Veduta della Cittadella di Vauban a Besançon

## Cittadelle celebri
- La Cittadella di Alessandria, progettata da Ignazio Bertola
- La Cittadella di Ancona, progettata da Antonio da Sangallo il giovane
- La Fortezza da Basso di Firenze, progettata da Antonio da Sangallo il giovane
- La Cittadella di Anversa, progettata da Francesco Paciotto e Galasso Alghisi, che esportò la fortificazione alla moderna nel Nord Europa
- La Cittadella di Budapest
- La Citadelle Laferrière, un Patrimonio dell'umanità dell'UNESCO che si trova ad Haiti
- La Real Cittadella di Messina
- La Cittadella di Parma
- La Cittadella di Palmanova
- La Cittadella di Pisa
- La Cittadella di Torino
- La Cittadella di Cittadella
- La Cittadella di Jaca, fu fatta costruire da Filippo II nel 1595 su progetto dell'architetto italiano Tiburzio Spannocchi.

## Nautica
La cittadella nelle navi militari del XIX e della prima metà del XX secolo, quali le corazzate o i grandi incrociatori, era un’area blindata, protetta da una corazzatura, all’interno della nave, usata anche su navi non da guerra. Nelle navi da guerra tale area veniva anche chiamata ridotto.